# Gedenksteen voor dominee G.C. Steijnis
De gedenksteen voor dominee G.C. Steijnis bevindt zich in de Maarten Lutherkerk aan de Waterkant in Paramaribo, Suriname. Deze werd onthuld op 2 juni 1892 en is het oudst bewaard gebleven gedenkteken van Paramaribo en samen met de Wilhelminaboom (geplant in 1898 op het Onafhankelijkheidsplein) een van de enige twee bewaard gebleven gedenktekens uit de 19e eeuw.
De gevelsteen, gemaakt door J. Rinse jr. uit Amsterdam, toont een borstbeeld van Steijnis, met daaronder de tekst: "Ter nagedachtenis van dr. G.C. Steijnis in leven predikant der Evangel. Luthersche Gemeente alhier van 1885-1891. Een blijk van waardeering van lidmaten en vrienden te Paramaribo." De gedenksteen is op een hoogte van ongeveer twee meter ingemetseld in de muur aan de oostkant.
Dr. G.C. Steijnis (1849-1891) nam in 1884 de rol van predikant van de Maarten Lutherkerk over van H.H. Zaalberg en kwam eind december per schip aan in Paramaribo. In zijn tijd was Maurits Adriaan de Savornin Lohman de gouverneur van Suriname. Onder zijn gouverneurschap ontvlamde een godsdienststrijd in Suriname, mede door een anti-Joods ingezonden artikel in de Volksbode. Hier werd afstand van genomen door de katholieke monseigneur Wilhelmus Wulfingh, en de krant De West-Indiër die met  een paginagrote tegenreactie kwam. Op 18 september 1890 reageerde Steijnis vanaf zijn kansel door uit leggen waarom de Joodse Talmoed ongevaarlijk was. De Duitse planter C.A. Wois reageerde met een open brief aan de gouverneur op 5 november in de Volksbode en riep op tot ontslag van Steijnis omdat hij voor scheuring zou zorgen in de lutherse gemeente. De aanhoudende vijandigheden ondermijnden de gezondheid van Steijnis en in 1891 vertrok hij naar Nederland om te herstellen. Hij overleed echter op de terugreis op het schip aan een leverkwaal. Hij werd 41 jaar oud. Nog hetzelfde jaar startte procureur-generaal Jacob Kalff een onderzoek naar de antisemitistische uitspraken van De Savornin Lohman. Vervolgens verloor hij ook de steun van minister Æneas Mackay van Koloniën. Op 20 april 1891 zag hij zich gedwongen om ontslag te nemen. Voor zijn vertrek braken er op 12, 13 en 14 mei nog protesten en rellen uit die aangewakkerd waren door de Volksbode. Nadat Kalff de ordehandhaving in handen kreeg, keerde de rust weer terug. De Volksbode stopte de persen in 1892, twee jaar na de start.